# Julia Klöckner
Julia Klöckner (Bad Kreuznach, 1972. december 16. –) német kereszténydemokratikus politikus, 2018 és 2021 között Németország mezőgazdasági minisztere.

## Életpályája
1995/96-ban német borkirálynő volt.
1997-ben a Fiatal Unió tagja lett.
2002 és 2011 között a Bundestag tagja volt.
2010-ben  megválasztották az CDU tartományi elnökének.
2011 és 2018 között a CDU-frakció elnöke a Rajna-vidék–pfalzi tartományi gyűlésben (Landtag von Rheinland-Pfalz) volt.

## Publikációk
- Thomas Hartmannnal. Der Wein erfreue des Menschen Herz. Fribourg: Paulus-Verlag (1998). ISBN 3-7228-0446-9
- Thomas Hartmannnal. Irdischer Wein – Himmlischer Genuss. Der Wein in der Bibel. Fribourg: Paulus-Verlag (2008). ISBN 978-3-7228-0748-5
- Martin Ruppsazal és Volker Resinggel. Zutrauen! Ideen statt Ideologien – Was mir in der Politik wichtig ist. Freiburg: Herder (2015). ISBN 978-3-451-31114-7
- Nicht verhandelbar — Integration nur mit Frauenrechten. Gütersloher Verlagshaus. Gütersloh 2018, ISBN 978-3-579-08712-2